# 国道P-3号線 (エリトリア)
国道P-3号線（こくどうぴーさんごうせん、英語: P-3）とは、エリトリアの第1級国道。

## 概要
国道P-3号線は、アスマラからデケムハレ・セゲネイティ・アディ・ケイを経由して東南のセナフェに至り、南部のエチオピア国境に向かっている。アスマラから放射状に伸びる国道群のひとつであり、他に東方のマッサワに向かう国道P-1号線、西のケレンに向かう国道P-2号線及び南のエチオピアとの国境にあたるマレブ川への国道P-4号線が存在する。